# Episimus macropterus
Episimus macropterus is een vlinder uit de familie van de bladrollers (Tortricidae). De wetenschappelijke naam van de soort is voor het eerst gepubliceerd in 2008 door Józef Razowski en John Wesley Brown.
De voorvleugellengte bedraagt 9 tot 11 millimeter.
De soort komt voor in Costa Rica tussen 1450 en 1600 meter hoogte.